# Anisacate
Anisacate é uma comuna da província de Córdoba, na Argentina.